# Canarana arguta
Canarana arguta là một loài bọ cánh cứng trong họ Cerambycidae.